# هوک، لندن
longitudeهوک، لندنlatitudeهوک، لندن
هوک، لندن (به انگلیسی: Hook) یک ناحیه در لندن است که در منطقه سلطنتی کینگستون آپون تیمز واقع شده‌است.